# Paranormal Activity: The Ghost Dimension
Paranormal Activity: The Ghost Dimension är en amerikansk skräckfilm som hade premiär den 23 oktober 2015. Filmen är regisserad av Gregory Plotkin med bland annat Chris J. Murray och Brit Shaw i rollerna.
Filmen är den sjätte och den sista i filmserien Paranormal Activity. Tidigare filmer i serien är bland annat Paranormal Activity från 2007, Paranormal Activity 2 från 2010 och Paranormal Activity 3 från 2011.

## Rollista (urval)
| Chris J. Murray      | – Ryan Fleege  |
| Brit Shaw            | – Emily Fleege |
| Ivy George           | – Leila Fleege |
| Katie Featherston    | – Katie        |
| Olivia Taylor Dudley | – Skylar       |